# Мендоза, Даниэль
Даниэль Мендо́за (англ. Daniel Mendoza; 5 июля 1764 Ист-Энд, Лондон, Британская империя — 3 сентября 1836, Лондон, Британская империя) — английский боксер еврейского происхождения. Чемпион Англии по боксу с 1792 по 1795 год.

## Биография
Даниэль Мендоза родился 5 июля 1764 года в бедной семье португальских евреев (сефардов). Он вырос в Ист-Энде, считавшемся беднейшим и опаснейшим районом Лондона, и с малых лет был вынужден обучаться искусству боя. После первых боев на ринге, выигранных с малым преимуществом, он занялся разработкой побеждающего сочетания обороны и нападения, заключавшемся в отступлении при близкой угрозе и переходом в ближний бой при малейшей удобной возможности.
Главным противником Мендозы был другой претендент на звание чемпиона Англии, Ричард Хамфрис, по прозвищу «Джентльмен бокса». В финальном бою против Мендозы он проиграл два раунда из трех, отдав победу и чемпионский титул своему сопернику.
Мендоза лишился чемпионской короны в 1795 году после боя с Джимом Джексоном, одержавшим над ним победу. После этого он ещё дважды пытался вернуться на ринг: в возрасте 42 и 56 лет, но обе эти попытки большим успехом не увенчались — после неудачного поединка с Томом Оуэном Мендоза был вынужден окончательно оставить бокс.
Мендоза скончался в 1836 году в долговой тюрьме, куда попал из-за неудачной попытки заняться бизнесом. Его похоронили на еврейском кладбище в Восточном Лондоне. В 1970-х, в связи с потребностью в расширении территории колледжа Девы Марии, останки боксера был перезахоронены в общей могиле в Эссексе.

## Мендоза-теоретик
Даниэль Мендоза весил всего 160 фунтов (73 кг), а ростом был 5 футов и 7 дюймов (170 см), считаясь маленьким по боксерским меркам. Чтобы компенсировать это, он выработал систему защиты лица и корпуса, бокового передвижения и впервые в истории бокса стал применять удары прямой левой для достижения преимущества. На собственном примере Мендоза доказывал, что главное в боксе — не нанесение мощных ударов, а стратегия. Так им была выработана концепция «научного бокса», произведшая революцию как в профессиональном, так и в любительском боксе. На базе этой концепции Мендоза опубликовал учебник «Искусство бокса», где уделил внимание таким вещам, как правильная диета, тактика нападения и защита в ходе поединка.